# معاده العليا (حبيش)

تعديل مصدري - تعديل

معاده العليا محلة تابعة لقرية معادة، التابعة لعزلة العارضة بمديرية حبيش إحدى مديريات محافظة إب في الجمهورية اليمنية، بلغ تعداد سكانها 115 حسب تعداد اليمن لعام 2004.